# خانه ممیزی
خانه ممیزی مربوط به دوره پهلوی اول است و در رشت، میدان شهرداری، ابتدای خیابان سعدی واقع شده و این اثر در تاریخ ۷ اسفند ۱۳۸۶ با شمارهٔ ثبت ۲۱۵۲۵ به‌عنوان یکی از آثار ملی ایران به ثبت رسیده است.